# 康达提斯
康达提斯（拉丁語：Condatis）古罗马凯尔特神话神祇之一。主要盛行于不列颠北部以及高卢等地区。其事迹反映于相关之文物中，具有重要地影响与积极意义。